# Glycifohia
Glycifohia es un género de aves paseriformes perteneciente a la familia Meliphagidae. Sus dos miembros son endémicos del sur de Melanesia.

## Taxonomía
Glycifohia fue descrito científicamente en 1929 por el ornitólogo australiano Gregory Mathews.
El género contiene las siguientes dos especies:
- Glycifohia undulata - mielero barrado (Nueva Caledonia);
- Glycifohia notabilis - mielero ventriblanco (Vanuatu).